# Karlos Vémola
Karlos „Terminátor“ Vémola, rodným jménem Karel Vémola, (* 1. července 1985 Olomouc) je český bojovník ve smíšených bojových uměních (MMA), zápasník a člen Sokola. Jako první Čech se dostal do prestižní organizace Ultimate Fighting Championship (UFC). Byl držitelem několika titulů ve střední a v polotěžké váze, a to jak v anglických, tak českých organizacích.

## MMA kariéra
Svůj první profesionální MMA zápas měl v roce 2008. Během zápasů v Cage Fighters Championship a Ultimate Challenge MMA se mu rychle podařilo získat rekord v neporaženosti 7–0, na tréninky dochází do anglického klubu London Shootfighters.

### Ultimate Fighting Championship (UFC)
V dubnu 2010 podepsal smlouvu s UFC. Jeho první zápas v této organizaci se uskutečnil na UFC 116 proti Jonu Madsenovi. Tento boj prohrál na body. Po tomto zápase přestoupil o kategorii níže a na UFC 122 porazil Setha Petruzelliho v prvním kole TKO. Dne 14. srpna 2011 na UFC Live: Hardy vs. Lytle nastoupil proti nováčkovi Ronny Markesovi, se kterým prohrál na body. Po tomto zápase nastoupil 5. května 2012 proti Miku Massenziovi na UFC na Fox 3 Diaz vs. Miller. Poté však dvakrát prohrál na submisi proti Francisovi Carmontovi na UFC na Fuel TV 4 Munoz vs. Weidman a proti Caiovi Magalhãesovi na UFC on Fuel TV 10 Nogueira vs. Werdum. Tyto dvě porážky znamenaly jeho konec v UFC.[zdroj?]

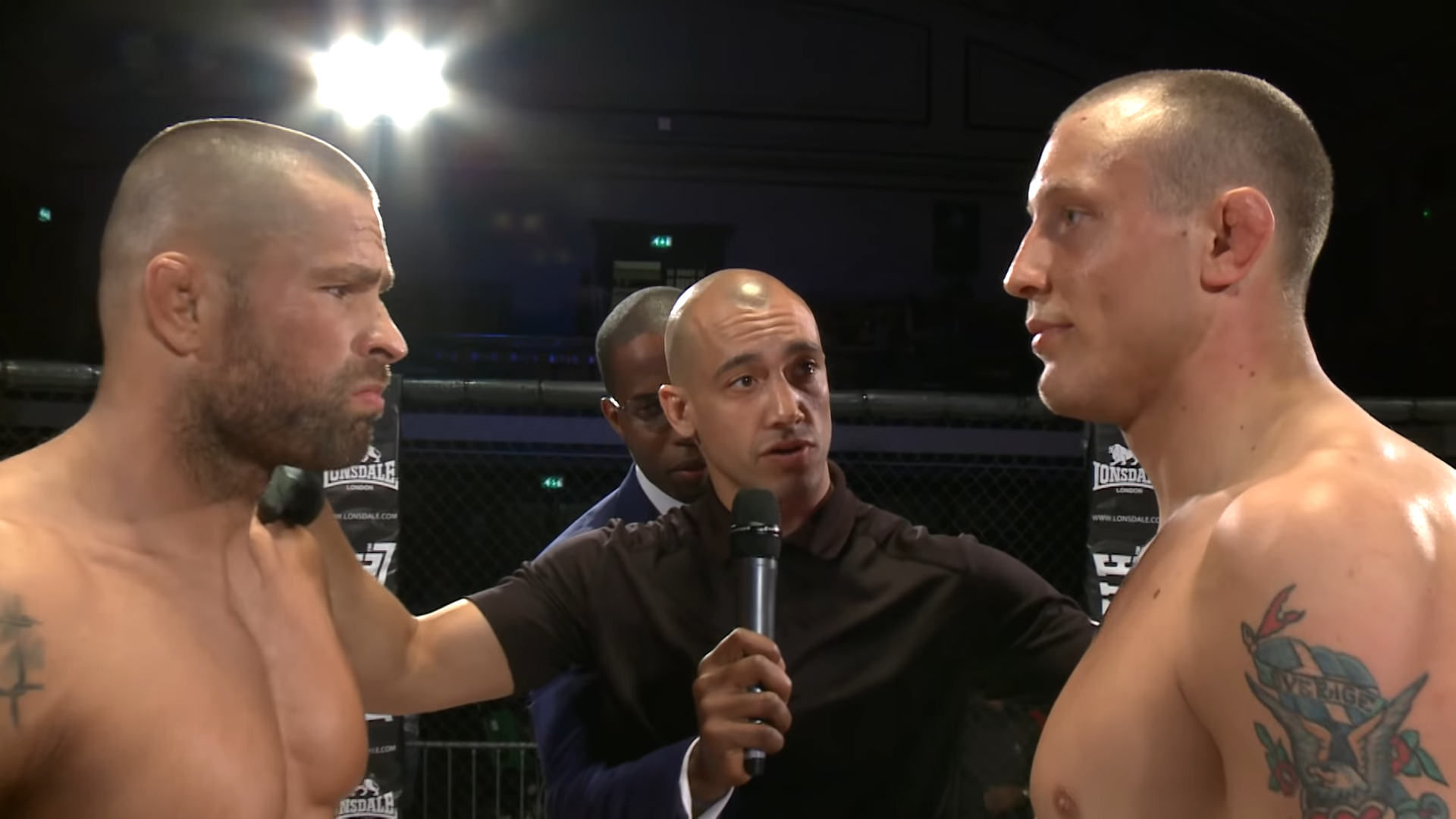
Karlos Vémola vs. Jack Hermansson

Od roku 2013 začal střídavě zápasit v České republice a v Anglii s cílem vrátit se zpět do UFC. Následovala vítězná série zápasů, kterou ukončil až Jack Hermansson. V tomto zápase navíc utrpěl zranění ruky.[zdroj?]

### Kariéra po zranění
Po zápase se Švédem Jackem Hermanssonem, ze kterého si odnesl zlomeninu ruky, začal přemýšlet o ukončení kariéry.
Lékařské vyšetření však ukázalo, že jeho zranění není natolik vážné, aby jeho kariéru ukončilo. Ke sportu se vrátil již po roce od zranění a svého soupeře Dritana Barjamaje porazil za necelé dvě minuty. Dne 7. prosince 2017 v O2 aréně došlo k zápasu proti Petrovi „Píno“ Ondrušovi. Spory mezi těmito aktéry byly velmi diskutované a zápas byl očekávaný. Vémola porazil Ondruše v prvním kole a po tomto zápase podepsal dlouhodobou smlouvu s organizací XFN.  
I přes smluvní závazek s XFN přestoupil počátkem roku 2019 ke konkurenční organizaci Oktagon MMA. V česko-slovenském zápase století 9. listopadu 2019 v pražské O2 aréně jej stejně starý Slovák Attila Végh porazil knock-outem v prvním kole.
Karlos Vémola se po vynucené přestávce kvůli operaci ramene vrátil zpět k zápasení 17. října 2020 na turnaji OKTAGON 17 v Brně. 30. prosince porazil Alexe Lohóreho a stal se prvním šampionem OKTAGON MMA ve střední váze (Middleweight).
V roce 2023 měl odvetu s Patrikem Kinclem. Po dlouhém čekání se tento zápas uskutečnil 20. května 2023. Na body vyhrál Kincl a Karlos Vémola utrpěl druhou porážku v Oktagonu.
Po porážce s Patrikem Kinclem na něj čekal vyzyvatel Pavol Langer, který získal na turnaji Oktagon 44 prozatímní titul v polotěžké váze, kde byl Karlos Vémola úřadujícím šampionem. Očekávaný "zápas dvou světů" se uskutečnil na turnaji Oktagon 47 v Bratislavě, kde Karlos Vémola zvítězil K.O. po 7 sekundách prvního kola. Dodnes drží rekord za nejrychlejší zápas v historii Oktagon MMA.
8. června roku 2024 se Karlos Vémola utkal v Odvetnem zápase s Attilou Véghem o pás v polotěžké váze. V druhém kole na arm-triangel vítězí Vémola a obhájil titul 
29. prosince roku 2024 se naposledy v O2 aréně v Praze utkal proti Willovi Fleurymu. Karlos však prohrál na body.
14. června roku 2025 se Karlos Vémola utkal v Triologii s Attilou Véghem o pás Infinity Belt. Kde zvítězil na body a ukončil kariéru. 

## V médiích
V roce 2010 se objevil v kontroverzním filmu Killer Bitch, kde v hlavní roli účinkoval Cass Pennant, legendární anglický fotbalový chuligán, vyhazovač a dlouholetý šéf asi nejznámější chuligánské firmy Inter City Firm, Carlton Leach, legendární anglický zločinec a taktéž člen Inter City Firm a také kickboxer a MMA bojovník Alex „Reidernator“ Reid.[zdroj?]

## Osobní život
Vémolova syna vychovává matka v Londýně. Vémola žije střídavě v Londýně a v Praze.
Jeho koníčkem je chov velkého množství druhů vzácných motýlů, ryb a především žraloků. Má také psa a krokodýla, kterého koupil pro svého syna.
V roce 2016 byl v Anglii odsouzen k jednomu roku odnětí svobody za pěstování drog, ve vězení strávil nakonec jen čtyři měsíce.[zdroj?]
S manželkou Lelou má dceru Lily, která se narodila 18. prosince 2019.
Na konci roku 2020 se rozhodl požádat svoji dlouholetou partnerku Lelu Ceterovou po několikaměsíčním odloučení o ruku.
Dne 1. prosince 2021 mu Lela Ceterová porodila syna, který dostal jméno Rocky.

## Tituly a úspěchy

### Smíšená bojová umění
- OKTAGON MMA
  - Získal titul ve střední váze.[23] (jednou)
  - Získal titul v polotěžké váze.[24] (trojnásobný)
  - Získal Oktagon Infinity Belt[25]
- XFC
  - Získal titul v polotěžké váze.[26] (čtyřnásobný)
- Night of Warriors
  - Získal světový titul asociace WASO do 96 kg.[27][28] (trojnásobný)
- Gladiator Championship Fighting
  - Získal GCF titul ve střední váze.                     (jednou)
- Czech MMA Association
  - Získal MMAA titul ve střední váze.              (dvojnásobný)
- Ultimate Challenge MMA
  - Získal UCMMA titul ve střední váze.            (jednou)
  - Získal UCMMA titul v polotěžké váze.       (jednou)
- Ultimate Fighting Championship
  - Na UFC 122 vyhrál bonus za „Knockout of the Night“.
- Cage Fighters Championship
  - Získal CFC titul v těžké váze.                     (trojnásobný)

## MMA výsledky

### Profesionální kariéra
| Výsledek | Bilance | Soupeř               | Metoda                           | Událost                                                 | Datum              | Kolo | Čas  | Místo                                               | Poznámka                                                                          |
| -------- | ------- | -------------------- | -------------------------------- | ------------------------------------------------------- | ------------------ | ---- | ---- | --------------------------------------------------- | --------------------------------------------------------------------------------- |
| Výhra    | 38-9    | Attila Végh          | Na body (jednohlasné rozhodnutí) | Oktagon 72 Vémola vs Végh III                           | 14. června 2025    | 5    | 5:00 | Praha, Česko                                        | O Infinity belt OKTAGON MMA v polotěžké váze.                                     |
| Prohra   | 37-9    | Will Fleury          | Na body (jednohlasné rozhodnutí) | OKTAGON 65 Paradeiser vs. Keita II                      | 29. prosince 2024  | 5    | 5:00 | Praha, Česko                                        | Neobhájil titul OKTAGON MMA v polotěžké váze                                      |
| Výhra    | 37-8    | Attila Végh          | Donucení (arm-triangle choke)    | OKTAGON 58 Odveta Století Vémola vs. Végh               | 8. června 2024     | 2    | 0:45 | Praha, Česko                                        | Obhájil titul OKTAGON MMA v polotěžké váze                                        |
| Prohra   | 36-8    | Samuel Krištofič     | KO (úder)                        | OKTAGON 51 Tipsport Gamechanger Finále 2023             | 29. prosince 2023  | 1    | 1:48 | Praha, Česko                                        | Zápas ve catchweight do 88 kg.                                                    |
| Výhra    | 36–7    | Pavol Langer         | TKO (údery)                      | OKTAGON 47 Vémola vs. Langer Česko vs. Slovensko        | 7. října 2023      | 1    | 0:07 | Bratislava, Slovensko                               | Obhájil a sjednotil titul OKTAGON MMA v polotěžké váze. Bonus za Knockout večera. |
| Výhra    | 35–7    | Lucas Alsina         | Na body (jednomyslné Rozhodnutí) | OKTAGON 45 Sanikidze vs. Keita                          | 29. července 2023  | 3    | 5:00 | Praha, Česko                                        | Zápas ve catchweight do 90 kg                                                     |
| Prohra   | 34–7    | Patrik Kincl         | Na body (jednomysľné Rozhodnutí) | OKTAGON 43 Kincl vs. Vémola 2 Tipsport GAMECHANGER 2023 | 20. května 2023    | 5    | 5:00 | Praha, Česko                                        | O titul OKTAGON MMA ve střední váze.                                              |
| Výhra    | 34–6    | Al Matavao           | Donucení (rear-naked choke)      | OKTAGON 41 Mágárd vs. Lopez                             | 15. dubna 2023     | 1    | 3:18 | Liberec, Česko                                      | Zápas ve catchweight do 92kg                                                      |
| Výhra    | 33–6    | Aleksandar Ilić      | Donucení (arm-triangle-choke)    | OKTAGON 34 Vémola vs. Ilič                              | 23. července 2022  | 1    | 3:52 | Praha, Česko                                        | Ziskal voľný titul organizace OKTAGON MMA v polotěžké váze.                       |
| Výhra    | 32–6    | Michal Pasternak     | Donucení (arm-triangle-choke)    | OKTAGON 33 Buchinger vs. Keita                          | 4. června 2022     | 1    | 3:55 | Frankfurt, Německo                                  | Návrat do polotěžké váze.                                                         |
| Výhra    | 31–6    | Milan Ďatelinka      | Donucení (rear-naked choke)      | OKTAGON 22 Vémola vs. Ďatelinka                         | 27. března 2021    | 1    | 2:12 | Brno, Česko                                         | Zápas ve střední váze. Bez titulu (*poz. Ďatelinka o titul) – K. nenavážil        |
| Výhra    | 30–6    | Alex Lohoré          | Na body (jednomyslné Rozhodnutí) | OKTAGON 20 Vémola vs. Lohoré                            | 30. prosince 2020  | 5    | 5:00 | Brno, Česko                                         | Vyhral voľný titul organizace OKTAGON MMA ve střední váze.                        |
| Výhra    | 29–6    | Václav Mikulášek     | Donucení (rear-naked choke)      | OKTAGON 19 Terminátor vs. Baba Jaga                     | 5. prosince 2020   | 1    | 2:05 | Brno, Česko                                         | Návrat do střední váze.                                                           |
| Výhra    | 28–6    | Thomas Robertsen     | Donucení (north-south choke)     | OKTAGON 17 Kozma vs. Kertész                            | 17. října 2020     | 3    | 1:02 | Brno, Česko                                         | Zápas ve catchweight do 90 kg.                                                    |
| Prohra   | 27–6    | Attila Végh          | KO (úder)                        | OKTAGON 15 – Végh vs. Vémola Zápas století              | 9. listopadu 2019  | 1    | 2:07 | Praha, Česko                                        | Zápas v polotěžké váze.                                                           |
| Výhra    | 27–5    | Henrique da Silva    | Na body (jednomyslné Rozhodnutí) | OKTAGON 13 Terminátor vs. Frankenstain                  | 27. července 2019  | 3    | 5:00 | Praha, Česko                                        | Zápas v polotěžké váze.                                                           |
| Výhra    | 26–5    | Prince Aounallah     | Na body (jednomyslné Rozhodnutí) | Night of Warriors 15 Pešta vs. Vitasovič                | 6. dubna 2019      | 3    | 5:00 | Liberec, Česko                                      | Obhájil WASO titul v polotéžké váze.                                              |
| Výhra    | 25–5    | Paweł Brandys        | Donucení (rear-naked choke)      | OKTAGON 11 Kozma vs. Krištofič                          | 16. března 2019    | 1    | 4:25 | Ostrava, Česko                                      | Zápas v polotěžké váze.                                                           |
| Výhra    | 24–5    | Flavio Rodrigo Magon | TKO (údery)                      | XFN 15 Marpo vs. Rytmus                                 | 27. prosince 2018  | 1    | 1:57 | Praha, Česko                                        | Obhájil titul XFN v polotéžké váze.                                               |
| Výhra    | 23–5    | Moise Rimbon         | Na body (jednomyslné Rozhodnutí) | XFN 14 Vémola vs. Rimbon                                | 18. listopadu 2018 | 3    | 5:00 | Bratislava, Slovensko                               | Zápas ve střední váze.                                                            |
| Výhra    | 22–5    | Mateusz Ostrowski    | TKO (údery a lokty)              | XFN 12 Ondruš vs. Hajrovič                              | 6. října 2018      | 2    | 1:06 | Plzeň, Česko                                        | Obhájil titul XFN v polotežké váze.                                               |
| Výhra    | 21–5    | Patrik Kincl         | Na body (jednomyslné Rozhodnutí) | XFN 11: Back to the O2 Aréna Vémola vs. Kincl           | 28. června 2018    | 3    | 5:00 | Praha, Česko                                        | Návrat do střední váze.                                                           |
| Výhra    | 20–5    | Jamie Sloane         | Donucení (rear-naked choke)      | XFN 8: Sloane vs. Vémola                                | 3. března 2018     | 1    | 2:06 | Pardubice, Česko                                    | Obhájil titul XFN v polotěžké váze.                                               |
| Výhra    | 19–5    | Petr Ondruš          | Donucení (rear-naked choke)      | XFN 6: Ondruš vs. Vémola                                | 7. prosince 2017   | 1    | 4:40 | Praha, Česko                                        | Stal se XFN šampionem v polotěžké váze.                                           |
| Výhra    | 18–5    | Maximilian Bajlitz   | TKO (údery)                      | Night Of Warriors 12 Vémola vs. Bajlitz                 | 11. listopadu 2017 | 1    | 1:02 | Liberec, Česko                                      | Obhájil WASO titul v polotéžké váze.                                              |
| Výhra    | 17–5    | Dritan Barjamaj      | TKO (lokty)                      | Night Of Warriors 10 Vémola vs. Barjamaj                | 5. listopadu 2016  | 1    | 1:43 | Liberec, Česko                                      | Stal se WASO šampionem v polotěžké váze.                                          |
| Prohra   | 16–5    | Jack Hermansson      | Donucení (armbar)                | Warrior Fight Series 4 Hermansson vs. Vémola            | 1. srpna 2015      | 1    | 2:06 | Londýn, Anglie                                      | O titul WFS ve střední váze.                                                      |
| Výhra    | 16–4    | David Marcina        | Donucení (north-south choke)     | Fusion Fight Night Series 1 Vémola vs. Marčina          | 16. května 2015    | 1    | 1:36 | Pardubice, Česko                                    | Návrat do polotěžké váze.                                                         |
| Výhra    | 15–4    | Carl Kinslow         | Donucení (north-south choke)     | UCMMA 43                                                | 2. května 2015     | 1    | 1:16 | Londýn, Anglie                                      | Stal se UCMMA šampionem v polotěžké váze.                                         |
| Výhra    | 14–4    | Piotr Strus          | Na body (jednomyslné Rozhodnutí) | MMAA Arena 3 Vémola vs. Strus                           | 7. března 2014     | 3    | 5:00 | Hradec Králové, Česko                               | Obhájil MMAA titul ve střední váze.                                               |
| Výhra    | 13–4    | Marvin Campbell      | Donucení (kimura)                | UCMMA 38                                                | 1. února 2014      | 1    | 1:36 | Londýn, Anglie                                      | Návrat do polotežke váze.                                                         |
| Výhra    | 12–4    | Tomáš Kužela         | Donucení (rear-naked choke)      | GCF 26: Fight Night Vémola vs. Kuzela                   | 7. prosince 2013   | 1    | 4:11 | Praha, Česko                                        | Stal se GCF šampionem ve střední váze.                                            |
| Výhra    | 11–4    | Petr Kníže           | Donucení (north-south choke)     | MMAA Arena 2 Kniže vs. Vémola                           | 10. listopadu 2013 | 3    | 3:23 | Praha, Česko                                        | Stal se MMAA šampionem ve střední váze.                                           |
| Výhra    | 10–4    | Denniston Sutherland | Na body (jednomyslné Rozhodnutí) | UCMMA 35 Vémola vs. Sutherland                          | 3. srpna 2013      | 3    | 5:00 | Londýn, Anglie                                      | Stal se UCMMA šampionem ve střední váze.                                          |
| Prohra   | 9–4     | Caio Magalhães       | Donucení (rear-naked choke)      | UFC on Fuel TV: Nogueira vs. Werdum                     | 8. června 2013     | 2    | 2:49 | Fortaleza, Ceará, Brazílie                          | Zápas ve střední váze.                                                            |
| Prohra   | 9–3     | Francis Carmont      | Donucení (rear-naked choke)      | UFC on Fuel TV: Munoz vs. Weidman                       | 11. července 2012  | 2    | 1:39 | San José, Kalifornie, Spojené státy americké        | Zápas ve střední váze.                                                            |
| Výhra    | 9–2     | Mike Massenzio       | Donucení (rear-naked choke)      | UFC on Fox: Diaz vs. Miller                             | 5. května 2012     | 2    | 1:07 | East Rutherford, New Jersey, Spojené státy americké | Debut ve střední váze.                                                            |
| Prohra   | 8–2     | Ronny Markes         | Na body (jednomyslné Rozhodnutí) | UFC Live: Hardy vs. Lytle                               | 14. srpna 2011     | 3    | 5:00 | Milwaukee, Wisconsin, Spojené státy americké        | Zápas v polotěžké váze.                                                           |
| Výhra    | 8–1     | Seth Petruzelli      | TKO (údery a lokty)              | UFC 122                                                 | 13. listopadu 2010 | 1    | 3:46 | Oberhausen, Německo                                 | Debut v polotěžké váze. Bonus za knockout večera.                                 |
| Prohra   | 7–1     | Jon Madsen           | Na body (jednomyslné Rozhodnutí) | UFC 116                                                 | 3. července 2010   | 3    | 5:00 | Las Vegas, Nevada, Spojené státy americké           | Zápas v těžké váze. Debut v UFC.                                                  |
| Výhra    | 7–0     | Peter Yendall        | KO (údery)                       | UCMMA 10: Resurrection                                  | 6. února 2010      | 1    | 0:49 | Londýn, Anglie                                      | Zápas v těžké váze.                                                               |
| Výhra    | 6–0     | Stav Economou        | Donucení (rear-naked choke)      | Cage Fighters Championship 7                            | 4. července 2009   | 1    | 1:57 | Essex, Anglie                                       | Obhájil CFC titul v těžké váze.                                                   |
| Výhra    | 5–0     | Ashley Pollard       | Donucení (rear-naked choke)      | Cage Fighters Championship 6                            | 25. dubna 2009     | 1    | 0:36 | Essex, Anglie                                       | Obhájil CFC titul v těžké váze.                                                   |
| Výhra    | 4–0     | Markus Hipp          | TKO (údery)                      | Cage Fighters Championship 5                            | 7. března 2009     | 1    | 0:15 | Essex, Anglie                                       | Stal se CFC šampionem v těžké váze.                                               |
| Výhra    | 3–0     | Szilvester Silbont   | Donucení (rear-naked choke)      | Cage Fighters Championship 4                            | 25. října 2008     | 1    | 3:14 | Essex, Anglie                                       | Zápas v těžké váze.                                                               |
| Výhra    | 2–0     | Bill Georgitsis      | TKO (údery)                      | Cage Fighters Championship 3                            | 18. května 2008    | 1    | 0:05 | Kent, Anglie                                        | Zápas v těžké váze.                                                               |
| Výhra    | 1–0     | Patric Carroll       | Donucení (rear-naked choke)      | Cage Fighters Championship 2                            | 24. února 2008     | 1    | 0:44 | Essex, Anglie                                       | Debut v těžké váze.                                                               |

## Box výsledky

### Exhibice
| Výsledek | Soupeř                 | Metoda                    | Událost                               | Datum           | Kolo | Čas  | Místo        | Poznámka                               |
| -------- | ---------------------- | ------------------------- | ------------------------------------- | --------------- | ---- | ---- | ------------ | -------------------------------------- |
| Výhra    | Otakar "Marpo" Petřina | TKO (Zastavení Rozhodčím) | OKTAGON UNDERGROUND: VÉMOLA VS. MARPO | 21. května 2022 | 4    | 2:35 | Praha, Česko | Hlavní zápas večera, boxerská exhibice |

## Citáty
| „              | Než jsem odešel do Anglie, žil jsem v Liticích nad Orlicí. Začal jsem trénovat v Žamberku v posilce u nádraží klasickou kulturistiku. Jako malý šestiletý kluk jsem začal se zápasem – můj táta mě dovedl k řeckořímskému zápasu, no a pak jsem se zhlédl v kulturistice. Kvůli ní jsem vlastně odešel do Anglie. Tenkrát tady byla sice kulturistika na dobré úrovni, ale měl jsem známé v Anglii, jel jsem tam na týden, no a jednou jsem přišel do posilovny a tam tenkrát trénovali nejlepší profíci, namátkou třeba Charles Clairmonte jako osobní trenér a další, no a v tu chvíli jsem viděl ten rozdíl mezi kulturistikou u nás a v Anglii. Tak jsem tam zůstal a plně se tomu věnoval. Chtěl jsem být profesionální kulturista. | “ |
| — Karel Vémola | |   |